# Isabel Dawson
Pour les articles homonymes, voir Dawson.
Isabel Pearl Dawson née Saunders (13 octobre 1917-9 avril 1982) est une femme politique canadienne de la Colombie-Britannique. Elle est députée provinciale créditiste de la circonscription britanno-colombienne de Mackenzie de 1966 à 1972.
Elle est ministre sans portefeuille dans le cabinet du premier ministre W.A.C. Bennett durant ses deux mandats.

## Biographie
Né à Camrose en Alberta, Dawson étudie en Colombie-Britannique à Princeton et à Vancouver. Pendant la Seconde Guerre mondiale, elle sert dans le corps féminin des Forces armées canadiennes.
Après avoir quitté la politique, elle termine une formation en psychologie de l'université de Victoria et un Master of Science en gérontologie de l'université de l'Oregon. 
Elle s'installe ensuite à Victoria, de Powell River, où elle décède du cancer en avril 1982 à l'âge de 64 ans. Elle est inhumée au Hatley Memorial Gardens de Colwood.
Le Isabel Dawson building de Camosun College (en) de Saanich est nommé en son honneur.